# 放射測定
放射測定（ほうしゃそくてい、英: radiometry）は、光学において、可視光線を含む電磁波一般の測定を指す。光は光度測定によっても測定できるが、そちらは絶対強度よりも人間の目から見た明るさなどを扱う。
放射測定は天文学、特に電波天文学で重要であり、リモートセンシングでも重要である。放射測定に分類される測定技法は、天文学では測光とも呼ばれる。
分光放射測定（ぶんこうほうしゃそくてい、英: spectroradiometry）は、波長の狭い帯域ごとの絶対放射強度を測定するものである。
| 物理量         | SI単位                             | 記号    | 備考                     |
| -------------- | ---------------------------------- | ------- | ------------------------ |
| 放射エネルギー | ジュール                           | J       | 光における光度エネルギー |
| 放射束         | ワット                             | W       | 光における光束           |
| 放射強度       | ワット毎ステラジアン               | W/sr    | 光における光度           |
| 放射輝度       | ワット毎ステラジアン毎平方メートル | W/sr/m2 | 光における輝度           |
| 放射照度       | ワット毎平方メートル               | W/m2    | 光における照度           |
| 放射発散度     | ワット毎平方メートル               | W/m2    | 光における光束発散度     |
| 分光放射輝度   | ワット毎ステラジアン毎立方メートル | W/sr/m3 |                          |
| 分光放射照度   | ワット毎立方メートル               | W/m3    |                          |